# Ритмическая организация текста
Ритмическая организация текста — упорядоченное повторение отдельных элементов текста через определённые промежутки. Чередование прослеживается на любом уровне текста: чередуются ударные и безударные слоги (в силлабо-тоническом стихосложении это чередование жёстко упорядоченно), «длинные» и «короткие» стихи, мужские и женские рифмы; в эпическом произведении чередуются диалогические и монологические сцены, динамические (сюжетно-повествовательные) и статичные (описательные) эпизоды. Важнейший фактор ритмической организации текста — ритмическая инерция, или предсказуемость следующего элемента текста. Оправдание или опровержение ритмического ожидания всегда воспринимается как выразительный приём.